# 1911年鐵路
此條目列出1911年發生有關鐵路運輸的事件。

## 事件

### 5月
- 5月1日：中央本線西段通車。
- 5月12日：倫敦維多利亞車站與水晶宮站間開始進行電氣化工程。

### 9月
- 9月25日：臺東北線知伯停號場（今志學車站）啟用。

### 10月
- 10月1日：哈德遜河及曼哈頓鐵路首次停靠賓夕法尼亞鐵路的曼哈頓轉運站（英语：Manhattan Transfer (PRR station)）。
- 10月1日：名古屋鐵道瀨戶線通車。
- 10月8日：九廣鐵路華段通車。
- 10月15日：京元線龍山站至議政府站通車。
- 10月28日：羅湖橋完工，開行廣九直通車。

### 11月
- 11月11日：鴨綠江大橋通車。